# Ugo Angelilli
Ugo Angelilli (Roma, 29 maggio 1897 – 23 ottobre 1975) è stato un politico italiano.